# Kelly Gallagher
Kelly Marie Gallagher (18 maggio 1985) è un'ex sciatrice alpina britannica ipovedente, la prima atleta dell'Irlanda del Nord a competere alle Paralimpiadi invernali e la prima medaglia d'oro alle Paralimpiadi invernali della Gran Bretagna durante Soči 2014.

## Biografia
Nata il 18 maggio 1985, è cresciuta a Bangor, nel nord della contea di Down. Suo padre, Patrick Gallagher, era un pilota di linea. Si è laureata in matematica all'Università di Bath.

## Carriera

### Pre-Paralimpiadi
Gallagher è affetta da albinismo oculocutaneo, è ipovedente e compete con una guida. Ai Giochi invernali della Nuova Zelanda del 2009 Gallagher, in competizione con la guida Claire Robb, ha vinto l'oro nella sua prima gara internazionale in assoluto, lo slalom gigante.
Gallagher è stata selezionata per la squadra britannica alle Paralimpiadi invernali 2010 a febbraio 2010. È finanziata dallo Sport Northern Ireland Athlete Support Program, supportata dallo Sports Institute for Northern Ireland e sostenuta da Disability Sports NI.

### Paralimpiadi 2010
Gallagher è stata una dei sette sciatori della Gran Bretagna alle Paralimpiadi invernali del 2010 ed è diventata la prima atleta dell'Irlanda del Nord a competere alle Paralimpiadi invernali. Ai Giochi ha partecipato alle gare di slalom gigante e slalom per atleti ipovedenti. È arrivata sesta nello slalom, ma ha ottenuto il traguardo più alto della squadra britannica, perdendo una medaglia nello slalom gigante per un solo posto e 3,36 secondi.

### Periodo 2010-2014

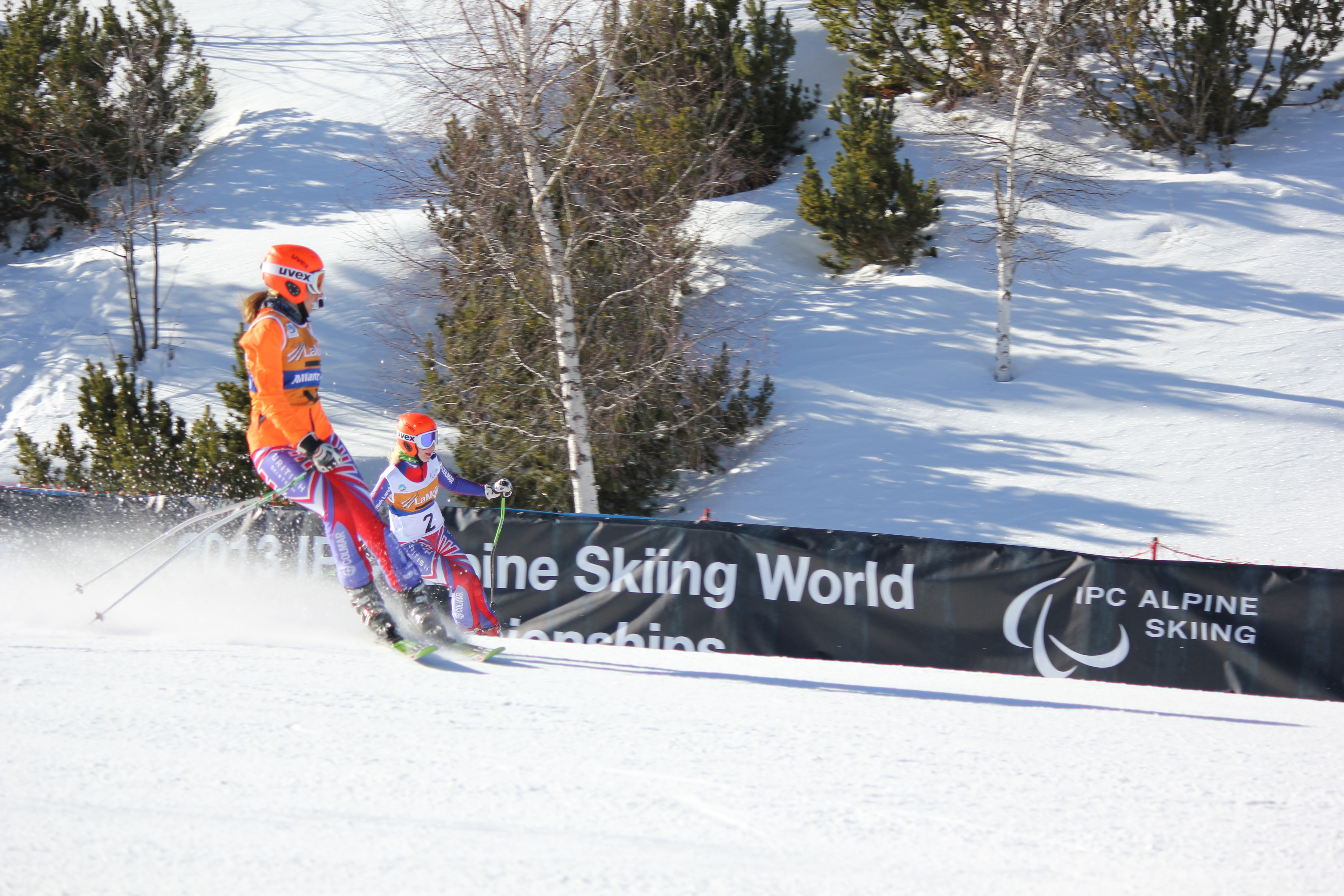
Finale di discesa libera dei Campionati mondiali di sci alpino IPC 2013 a La Molina in Spagna. Kelly Gallagher (tunica bianca) e la guida Charlotte Evans (tunica arancione)

Dopo le Paralimpiadi, alla ricerca di una nuova guida vedente per allenarsi in coppia fino alle Paralimpiadi invernali del 2014 a Soči, Gallagher ha selezinato la diciannovenne Charlotte Evans di Medway. Evans aveva abbandonato lo sport dopo che si era rotta un legamento crociato nel 2009, ma era ritornata dopo essere diventata allenatrice professionista. 
A gennaio 2011 Gallagher è stata la prima atleta britannica a vincere una medaglia ai Campionati mondiali IPC. Solo cinque settimane dopo aver iniziato a lavorare insieme alla nuova guida, la coppia Gallagher-Evans ha vinto la medaglia d'argento nello slalom e il bronzo nello slalom gigante all'evento che si è svolto a Sestriere. Successivamente, la coppia ha vinto anche una medaglia d'oro in slalom nelle finali di Coppa Europa 2011.

### Paralimpiadi 2014
Gallagher ha vinto il primo oro paralimpico invernale della Gran Bretagna il 10 marzo 2014, durante le Paralimpiadi invernali del 2014 a Soči, in Russia. È arrivata prima nella competizione super-G per non vedenti. È caduta sia durante la supercombinata che durante lo slalom gigante.
È stata nominata membro dell'Ordine dell'Impero Britannico (MBE) nel 2014 per i servizi allo sport per le persone con disabilità visive. Lo Ski Club of Great Britain le ha conferito una medaglia Pery insieme agli altri vincitori di medaglie delle Olimpiadi e delle Paralimpiadi del 2014.

### Mondiali 2017 e Paralimpiadi 2018
Nel 2017 Gallagher è stata selezionata per i Campionati mondiali di sci paraalpino 2017 a Tarvisio. In coppia con Gary Smith, si è infortunata dopo essersi scontrata con la rete di sicurezza. Nell'incidente ha riportato una lussazione al gomito e la frattura di tre costole ed è stata trasportata in aereo presso un ospedale locale. L'infortunio le ha fatto perdere il campionato, riuscendo a tornare sulle piste solo dopo la riabilitazione, nella stagione che l'ha portata alle Paralimpiadi invernali del 2018. Nonostante il tempo perso a causa degli infortuni, Gallagher si è comunque assicurata un posto nella squadra della Gran Bretagna per le Paralimpiadi del 2018.

### Mondiali 2019
Ai Campionati mondiali di sci alpino paralimpico 2019, Gallagher e Smith hanno perso per un soffio le medaglie nello slalom e nello slalom gigante, finendo al 4º posto, superate per un decimo di secondo dalle compagne di squadra Menna Fitzpatrick e Jennifer Kehoe, vincitrici del bronzo. Tuttavia la coppia Gallagher - Smith ha rivendicato la prima medaglia dei campionati nella discesa libera, dove ha preso un argento, dietro Fitzpatrick e Kehoe. Le due hanno poi vinto due bronzi nella super-G e combinata, portando a nove il numero di medaglie mondiali vinte da Gallagher.

## Palmarès

### Paralimpiadi
- 1 medaglia:
  - 2 ori (supergigante a Soči 2014)

### Mondiali
- 9 medaglie:
  - 4 argenti (slalom speciale a Sestriere 2011; supergigante e super combinata La Molina 2013; discesa libera a Sella Nevea/Kranjska Gora 2019)
  - 5 bronzi (slalom gigante a Sestriere 2011; discesa libera e slalom gigante La Molina 2013; supergigante e super combinata a Sella Nevea/Kranjska Gora 2019)

### Coppa Europa
- 1 medaglia:
  - 1 oro (slalom speciale a La Molina 2011)